# Empetraceae
La familia Empetraceae ahora incluida en la familia Ericaceae, comprende unas 8 especies de subarbustos ericoides que habitan las regiones frías y templadas del hemisferio boreal. 

## Descripción
Se caracterizan por hojas alternas o fasciculadas, lineares, aurcadas en la cara inferior. Flores pequeñas, unisexuales de disposición dioica o hermafroditas, actinomorfas, a menudo trímeras, con 2-3 pétalos, con 2-3 estambres, de gineceo súpero, con 6-9 carpelos; generalmente agrupadas en glomérulos. Fruto en drupa bacciforme. 
Recientes estudios genéticos llevados a cabo por el Grupo APG han dado como resultado la inclusión de esta familia en Ericaceae. 

## Géneros
| - Acrostemon - Acrotriche - Agapetes - Agarista - Allotropa - Andersonia - Andromeda - Anomalanthus - Anthopteropsis - Anthopterus - Arachnocalyx - Arbutus - Arctostaphylos - Astroloma - Bejaria - Brachyloma - Bruckenthalia - Bryanthus - Calluna - Calopteryx - Cassiope - Cavendishia - Ceratiola - Ceratostema - Chamaedaphne - Chimaphila - Coccosperma - Coilostigma - Comarostaphylis - Conostephium - Corema - Costera | - Craibiodendron - Cyathodes - Daboecia - Demosthenesia - Didonica - Dimorphanthera - Diogenesia - Diplarche - Diplycosia - Disterigma - Dracophyllum - Empetrum - Epacris - Epigaea - Enkianthus - Eremia - Eremiella - Erica - Findlaya - Gaultheria - Gaylussacia - Gonocalyx - Grisebachia - Harrimanella - Hemitomes - Kalmia - Kalmiopsis - Killipiella - Lateropora - Ledothamnus - Ledum - Leiophyllum - Leucopogon | - Leucothoe - Loiseleuria - Lyonia - Macleania - Macnabia - Malea - Menziesia - Mitrastylus - Moneses - Monotropa - Monotropsis - Mycerinus - Nagelocarpus - Notopora - Oreanthes - Ornithostaphylos - Orthaea - Orthilia - Oxydendrum - Pellegrinia - Pentachondra - Pernettyopsis - Phyllodoce - Pieris - Pityopus - Platycalyx - Pleuricospora - Plutarchia - Polyclita - Prionotes - Psammisia - Pterospora | - Pyrola - Rhododendron - Rhodothamnus - Richea - Rusbya - Salaxis - Sarcodes - Satyria - Scyphogyne - Semiramisia - Simocheilus - Siphonandra - Sphyrospermum - Stokoeanthus - Styphelia - Sympieza - Syndesmanthus - Tepuia - Thamnus - Themistoclesia - Therorhodion - Thibaudia - Thoracosperma - Trochocarpa - Tsusiophyllum - Utleya - Vaccinium - Woollsia - Xylococcus - Zenobia |